# Feodosij (Nestěrov)
Feodosij (světským jménem: Fjodor Valerjevič Nestěrov; * 3. července 1966 Moskva) je ruský duchovní Ruské pravoslavné církve, biskup nojabrský a vikář salechardské eparchie.

## Život
Narodil se 3. července 1966 v Moskvě.
Po střední škole č. 369 v rodném městě absolvoval povinnou vojenskou službu. Poté studoval na Moskevské státní technické univerzitě. Sloužil v chrámu Vzkříšení Krista v Sokolnikách (Moskva).
Od srpna 1996 do prosince 1999 pobýval ve Spaso-Sumorin monastýru v Toťmě. Během této doby studoval na Vologdském duchovním učilišti. V březnu 2000 vstoupil do Artemievo-Verkolského monastýru v Archangelské oblasti, kde byl 8. dubna postřižen na monacha se jménem Feodosij na počest svatého Teodosia Totěmského.
Dne 9. května 2000 jej biskup archangelský Tichon (Stěpanov) rukopoložil na jerodiákona a 27. září na jeromonacha. Sloužil v chrámu Svaté Trojice v Archangelsku. Dne 30. června byl opět poslán do Verkolského monastýru. Dne 1. ledna 2001 se stal představeným podvorje monastýru v Archangelsku.
Od 1. října 2005 do 6. prosince 2011 byl vedoucím oddělení pro vězeňskou službu archangelské eparchie. Během tohoto období studoval dálkově na Moskevském duchovním semináři a nastoupil na Moskevskou duchovní akademii. Roku 2009 byl povýšen na igumena.
Dne 10. března 2010 byl jmenován představeným farnosti ve vesnici Sura. Dále sloužil jako blagočinný Severodvinského okruhu a zástupce blagočinného Archangelského okruhu. Dne 4. října 2016 byl ustanoven vedoucím komise pro otázky ochrany rodiny, mateřství a dětství archangelské eparchie. Od 11. ledna 2017 byl blagočinným Archangelského okruhu.
Dne 4. dubna 2019 byl ustanoven dočasným představeným Antonievo-Sijského monastýru a 30. srpna jeho řádným představeným. Od 26. května 2023 působil jako vedoucí oddělení pro záležitosti monastýrů.
Dne 24. srpna 2023 jej Svatý synod zvolil biskupem nojabrským a vikářem salechardské eparchie. O čtyři dny později byl povýšen na archimandritu. Biskupská chirotonie proběhla 27. září v chrámu Krista Spasitele v Moskvě. Hlavním světitelem byl patriarcha moskevský a celé Rusi Kirill.